# Apomixie

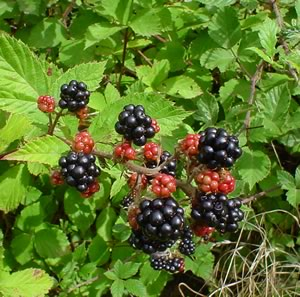
apomixie je typická pro některé rody ostružiníku

Apomixie (též apomixe, apogamie, apomixis) je způsob nepohlavního rozmnožování rostlin, při němž jsou sice vyvinuty pohlavní orgány (jako je květ, v něm pestíky, atp.), ale ve skutečnosti k oplození vůbec nedochází a vzniklá semena jsou geneticky identická s „matkou“. Apomixie se vyskytuje nejen u některých kapraďorostů s nezávislým gametofytem (př. prokel), ale i u mnoha semenných rostlin.
Známe dva základní typy apomixie. Při tzv. gametofytové apomixii vzniká semeno z vajíčka, které ani nevzniklo meiózou a je tudíž diploidní. Při druhém typu (tzv. adventitious embryony) vzniká semeno z buněk živného pletiva vajíčka (nucellus), z buněk vaječného obalu (integument) či z jiných buněk s původně podpůrnou funkcí.
Výjimkou je vývin semena ze samčích pohlavních orgánů, jmenovitě z pylu. Tento typ nepohlavního rozmnožování byl nedávno objeven u cypřiše Cupressus dupreziana.
U živočichů se podobný působ nepohlavního rozmnožování nazývá partenogeneze.

## Mikrodruhy
Protože apomikticky se rozmnožující populace rostlin si udržují v podstatě téměř neměnnou genetickou informaci, každá víceméně izolovaná populace se může považovat za samostatný druh. Přesto jsou rozdíly mezi těmito „druhy“ menší, než je obvyklé, a tak je často nazýváme mikrospecies („mikrodruhy“), konkrétně tzv. apomiktické mikrodruhy.
U některých rodů vzniklo velké množství mikrodruhů, které se kvůli přehlednosti často sdružují do agregátů a v publikacích se za název druhu dává značka Agg. Příkladem agregátu je pampeliška lékařská (Taraxacum sect. Ruderalia), množství druhů rodu ostružiník (Rubus), jeřáb (Sorbus) a mnohé další.